# Martinavis
Martinavis — викопний рід енанціорнісових птахів, що існував у кінці крейди (75-70 млн років тому). Скам'янілі рештки знайдені у Франції, Північній Америці та Аргентині. Голотип АCАP-M 1957 знайдений у пластах формації Gres а Reptiles на півдні Франції.